# Placy-Montaigu
Placy-Montaigu är en kommun i departementet Manche i regionen Normandie i norra Frankrike. Kommunen ligger i kantonen Torigni-sur-Vire som tillhör arrondissementet Saint-Lô. År 2018 hade Placy-Montaigu 234 invånare.

## Befolkningsutveckling
Antalet invånare i kommunen Placy-Montaigu
| Referens: INSEE |